# The Sun Always Shines on TV
The Sun Always Shines on TV, skriven av Pål Waaktaar, är en singel från 1985 av den norska popgruppen A-ha. Låten är den andra singeln från bandets debutalbum Hunting High and Low. 
Singeln nådde framförallt framgångar i Norge,  Storbritannien,  Irland,  Danmark,  och dåvarande Västtyskland.  I Sverige blev den gruppens första (och enda) listetta på Tracks. 
Musikvideon regisserades av Steve Barron och spelades in under tre dagar i oktober 1985 i den nedlagda kyrkan St Alban's Church i Teddington, Richmond upon Thames, i England.  I den nedlagda kyrkan uppträder bandet för flera hundra nakna skyltdockor, vilket gjorde att videon blev bannlyst i USA på grund av "nudity in church".  Videons inledande sekvens är en epilog till bandets föregående musikvideo, Take on Me, och i den medverkar även Bunty Bailey, som också var med i Take on Me-videon. Inledningen med Bailey och Morten Harket spelades in i Udney Hall Gardens  och använder, precis som Take on Me-videon, rotoskopiteknik. 
Musikvideon till The Sun Always Shines on TV vann flera priser vid MTV Video Music Awards 1986, bland annat för bästa filmfotografi och bästa filmklippning. 